# Starset
Starset ist eine Alternative- und Synth-Rock-Band aus Columbus. Sie wurde 2013 vom Elektroingenieur Dustin Bates gegründet.

## Geschichte
Starset wurde 2013 von Dustin Bates, dem ehemaligen Frontmann der Rockband Downplay, gegründet. Bates hat nach seinem Studium zum Elektroingenieur sein Interesse für die Astronomie gefunden. Da Downplay sich allmählich auflöste, fragte Bates DeChant, ob er nicht Lust hätte, mit zwei weiteren Mitgliedern eine neue Band zu gründen. Bates betonte aber, dass Downplay nicht am Ende sei und die Neugründung von Starset eher eine Art Nebenprojekt sei als ein Ersatz. Im August 2014 schrieb Bates auf Reddit, dass er an neuem Material für Downplay arbeite, allerdings wurde es nicht veröffentlicht.
Bates erwähnt in Interviews des Öfteren eine sogenannte „Starset Society“, welche der eigentliche Grund für die Gründung der Band sein soll. Demnach soll sich der Vorsitzende bei Bates gemeldet haben und ihm vorgeschlagen haben, eine Band zu gründen. Diese Vereinigung von unabhängigen Wissenschaftlern soll demnach eine Nachricht von dem Barnards Pfeilstern erhalten haben, hinter welcher sich eine Warnung an die Menschheit verstecke. Diese Geschichte ist allerdings bloß die fiktive Hintergrundgeschichte, die die dem Konzept der Band – also die Verbreitung der empfangenen Nachricht durch ihre eigenen Lieder – einen roten Faden geben soll.

### 2013–2015:Transmissions
Am 8. Juli 2014 veröffentlichte sie ihr erstes Album Transmissions. Das Album ist gekennzeichnet durch lange instrumentale Passagen am Ende des eigentlichen Liedes, welche sich wie ein roter Faden durch das Album ziehen und den Anfang des nächsten Liedes anstimmen. Die Band nennt ihre Konzerte selbst „Demonstrations“ und spielte bei ihrer ersten Tour meistens als Vorband von Breaking Benjamin.

### 2016–2018:Vessels
Am 28. Oktober 2016 veröffentlichte Starset ihre erste Singleauskopplung Monster und am 16. Dezember 2016 die Singleauskopplung Back To The Earth, am 6. Januar 2017 folgte die Single Ricochet aus ihrem am 20. Januar 2017 erschien das Studioalbum Vessels. Die Liedtexte handeln von Genmanipulation, der Entdeckung und Bevölkerung von Exoplaneten und die Erschaffung von künstlichem Leben und künstlicher Intelligenz. Genau wie in Transimissions will die Band auf die Gefahren dieser kontroversen Themen aufmerksam machen. Dem Album werden viele Ähnlichkeiten mit der Band Red zugeschrieben, was auf den gemeinsamen Produzenten Rob Graves zurückzuführen sein soll.
Vessels sollte mehr eine persönliche Reise für den Zuhörer sein, als es noch Transmissions versuchte. Vessels ist laut Aussage von Bates deutlich vielschichtiger und wechselbarer als Transmissions. So gibt es die typischen langen Passagen am Ende jedes Liedes nicht mehr, und in ein paar Liedern wechselt Bates Gesang auch ins shouting.
Die Bühnenshows sollen durch augmented reality interaktiv gestaltet werden und durch neue Kostüme noch effektvoller erscheinen. Gegenüber dem Billboard-Magazin gab Bates im Januar 2018 an, dass er sich nach Vessels nun verstärkt um ein weiteres Musikprojekt namens „MNQN“ kümmern möchte.

### Seit 2019:Divisions
Am 13. Mai 2019 kündigte Starset an, dass das dritte Album am 13. September 2019 erscheint. Die Tourdaten für das Frühjahr 2020 für Europa und Großbritannien wurden am 2. Juli 2019 bekannt gegeben. Ihre Single „Manifest“ aus dem Album erschien am 15. August 2019 und „Where the Skies End“ am 21. August 2019.

## Stil
Der Band wird durch die Vermischung von wissenschaftlichen und astronomischen Themen ein Stil aus Electro-Rock und symphonischen Elementen, welchen sie selbst „Cinematic Rock“ nennt, zugeschrieben. Starsets Stil wird vom Journalisten Dave Richards als Vermischung von offenherzigen Klängen der Band Muse mit der emotionalen Stärke der Band Breaking Benjamin beschrieben. Bates beschreibt den Stil selbst als eine Mischung aus elektronischen Symphonien mit harten Gitarrenriffs.
Einflüsse von Starset sind u. a. Hans Zimmer, Nine Inch Nails, Sigur Rós, 30 Seconds to Mars, Deftones, Angels and Airwaves, Breaking Benjamin, Red, Linkin Park und Skillet.

## Diskografie

### Studioalben
| Jahr | Titel Musiklabel           | Höchstplatzierung, Gesamtwochen, AuszeichnungChartplatzierungen (Jahr, Titel, Musiklabel, Platzierungen, Wochen, Auszeichnungen, Anmerkungen) | Höchstplatzierung, Gesamtwochen, AuszeichnungChartplatzierungen (Jahr, Titel, Musiklabel, Platzierungen, Wochen, Auszeichnungen, Anmerkungen) | Höchstplatzierung, Gesamtwochen, AuszeichnungChartplatzierungen (Jahr, Titel, Musiklabel, Platzierungen, Wochen, Auszeichnungen, Anmerkungen) | Anmerkungen                              |
| Jahr | Titel Musiklabel           | DE | AT | US | Anmerkungen                              |
| ---- | -------------------------- | --- | --- | --- | ---------------------------------------- |
| 2014 | Transmissions Razor & Tie  | — | — | US49 (1 Wo.)US | Erstveröffentlichung: 8. Juli 2014       |
| 2017 | Vessels Razor & Tie        | DE85 (1 Wo.)DE | AT56 (1 Wo.)AT | US11 (1 Wo.)US | Erstveröffentlichung: 20. Januar 2017    |
| 2019 | Divisions Fearless Records | — | — | US37 (1 Wo.)US | Erstveröffentlichung: 13. September 2019 |
| 2021 | Horizons Fearless Records  | — | — | — | Erstveröffentlichung: 22. Oktober 2021   |

### Singles
- 2013: My Demons (Razor & Tie; US: Platin)
- 2014: Carnivore (Razor & Tie)
- 2015: Halo (Razor & Tie)
- 2016: Monster (Razor & Tie)
- 2017: Satellite (Razor & Tie)
- 2018: Love You to Death (Fearless Records)
- 2018: Bringing it Down (Version 2.0) (Fearless Records)
- 2019: Manifest (Fearless Records)
- 2019: Where the Skies End (Fearless Records)
- 2019: Diving Bell (Fearless Records)
- 2019: Stratosphere (Fearless Records)
- 2020: Trials (reimagine) (Fearless Records)
- 2021: Infected (Fearless Records)
- 2021: The Breach (Fearless Records)
- 2022: Waiting on the Sky to Change (mit Breaking Benjamin; Judge and Jury Records)
- 2024: Brave New World (Fearless Records)
- 2024: Degenerate (Fearless Records)
- 2024: TokSik (Fearless Records)

## Auszeichnungen für Musikverkäufe
| Goldene Schallplatte - Brasilien - 2024: für die Single My Demons - Kanada - 2024: für die Single My Demons - Vereinigte Staaten - 2023: für das Lied It Has Begun |

Anmerkung: Auszeichnungen in Ländern aus den Charttabellen bzw. Chartboxen sind in ebendiesen zu finden.
| Land/RegionAuszeichnungen für Musikverkäufe (Land/Region, Auszeichnungen, Verkäufe, Quellen) | Gold     | Platin  | Verkäufe  | Quellen             |
| -------------------------------------------------------------------------------------------- | -------- | ------- | --------- | ------------------- |
| Brasilien (PMB)                                                                              | Gold1    | —       | 30.000    | pro-musicabr.org.br |
| Kanada (MC)                                                                                  | Gold1    | —       | 40.000    | musiccanada.com     |
| Vereinigte Staaten (RIAA)                                                                    | Gold1    | Platin1 | 1.500.000 | riaa.com            |
| Insgesamt                                                                                    | 3× Gold3 | Platin1 |           |                     |